# Nervo zigomatico
Il nervo zigomatico è uno dei rami collaterali del nervo mascellare, ramo del nervo trigemino. Distaccatosi dal nervo mascellare il nervo zigomatico penetra all'interno dell'osso zigomatico attraverso la fessura infraorbitaria inferiore. A questo livello si divide ad Y in due rami che attraversano i fori zigomaticofacciale e zigomaticotemporale che fuoriescono dai fori presenti sulle rispettive facce dell'osso. Inoltre il nervo fornisce anche un ramo anastomotico al nervo lacrimale, ramo della branca oftalmica del nervo trigemino, portando alla ghiandola lacrimale delle fibre afferenti provenienti dal nervo vidiano e passanti per il ganglio pterigopalatino.